# Juppuravaara
Juppuravaara är en kulle i Finland. Den ligger i Sodankylä i landskapet Lappland, i den norra delen av landet, 800 km norr om huvudstaden Helsingfors. Toppen på Juppuravaara är 340 meter över havet, eller 79 meter över den omgivande terrängen. Bredden vid basen är 8,6 km.
Terrängen runt Juppuravaara är huvudsakligen platt. Trakten runt Juppuravaara är nära nog obefolkad, med mindre än två invånare per kvadratkilometer.